# Сидоров, Александр Павлович
Алекса́ндр Па́влович Си́доров (1875 — после 1917) — русский офицер и общественный деятель, член IV Государственной думы от Самарской губернии.

## Биография
Из дворян Области войска Донского. Землевладелец Бугурусланского уезда Самарской губернии (700 десятин).
Окончил Донской кадетский корпус и Николаевское кавалерийское училище (1894), откуда был выпущен хорунжим в лейб-гвардии Казачий полк.
Позднее окончил 1-й курс Николаевской академии Генерального штаба, из которой вышел по семейным обстоятельствам.
В 1903 году, по болезни, вышел в отставку в чине есаула и поселился в своем имении Бугурусланского уезда, где посвятил себя сельскому хозяйству и общественной деятельности. С 1910 года состоял гласным Бузулукского уездного земства.
В 1912 году был избран членом Государственной думы от Самарской губернии. Входил во фракцию прогрессистов, со 2-й сессии — в группу независимых. Состоял докладчиком сельскохозяйственной комиссии, а также членом комиссий: сельскохозяйственной, продовольственной, по военным и морским делам, и по местному самоуправлению.
В дни Февральской революции был в Петрограде, 27 февраля 1917 участвовал в частном совещании членов ГД в Полуциркульном зале Таврического дворца. Выполнял поручения Временного комитета Государственной думы, а 2 мая 1917 был назначен комиссаром ВКГД в Пензенской и Самарской губерниях. По просьбе Военного министерства был командирован «для сношения с рабочими» на артиллерийский склад при станции Иващенково Самаро-Златоустовской железной дороги.
Судьба после 1917 года неизвестна. Был женат.